# John Skilling
John Bower Skilling (8. října 1921 Los Angeles, Kalifornie – 5. března 1998 Seattle, Washington) byl americký stavební inženýr a architekt, známý především tím, že se stal hlavním statikem Světového obchodního centra v New Yorku. V mladém věku se oženil a zplodil tři děti.
V roce 1947 absolvoval Washingtonskou univerzitu, kde získal titul bakaláře stavebního inženýrství, a začal pracovat pro inženýrskou firmu W. H. Witt Company (dnes Magnusson Klemencic Associates). V roce 1983 se stal předsedou společnosti. Mezi významné stavby, na kterých se podílel, patří již zmíněné Světové obchodní centrum, dále Rainier Tower, Safeco Plaza, Century Square, Columbia Center nebo Washington State Convention & Trade Center.
V roce 1993 po bombovém útoku na Světové obchodní centrum John Skilling v rozhovoru pro americký deník Seattle Times uvedl, že podle jejich studií byly věže dostatečně odolné, aby vydržely náraz Boeingu 707. Jediné, čeho se obávali, bylo, že v případě letecké nehody se do budovy dostane veškeré letecké palivo, což by způsobilo ohromný požár. Konstrukce budov byly navrženy tak, že by náraz (přesněji neúmyslný náraz) měly celkem bez problémů ustát.